# Fernando Haddad
Pour les articles homonymes, voir Haddad.
Fernando Haddad [feɾnã'du adaˈd͡ʒɪ], né le 25 janvier 1963, est un enseignant et homme politique brésilien, membre du Parti des travailleurs (PT).
Candidat à l'élection présidentielle brésilienne de 2018 en remplacement de Lula da Silva, rendu inéligible, il est battu au second tour par le candidat du Parti social-libéral (PSL), Jair Bolsonaro. Il est également battu à l’élection gouvernorale de 2022 dans l'État de São Paulo.
Le 1er janvier 2023, il est nommé ministre des Finances au sein du troisième gouvernement du président Lula. En décembre 2023, il négocie avec le centrão et fait adopter une réforme fiscale d'ampleur, une première depuis le retour de la démocratie au Brésil.

## Biographie

### Famille

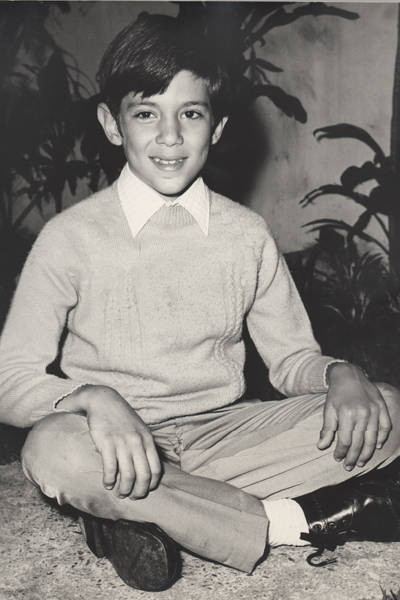
Fernando Haddad dans son enfance.

Fernando Haddad est le fils de Khalil Haddad, un Libanais arrivé au Brésil en 1947. Sa mère, Norma Teresa Goussain, descend de Libanais nés au Brésil. Ses parents développent un lucratif commerce de textile en gros. Il est le deuxième d'une famille de trois enfants. La famille est chrétienne orthodoxe.

### Formation et carrière
Étudiant à la faculté de droit à l’université de São Paulo, il connaît ses premiers engagements politiques en participant à des mouvements étudiants contre la dictature militaire (1964-1985). Il devient ensuite professeur de sciences politiques et d'économie à l'université de São Paulo.

### Parcours politique

#### Débuts
En 1983, il adhère au Parti des travailleurs (PT).

#### Ministre de l’Éducation

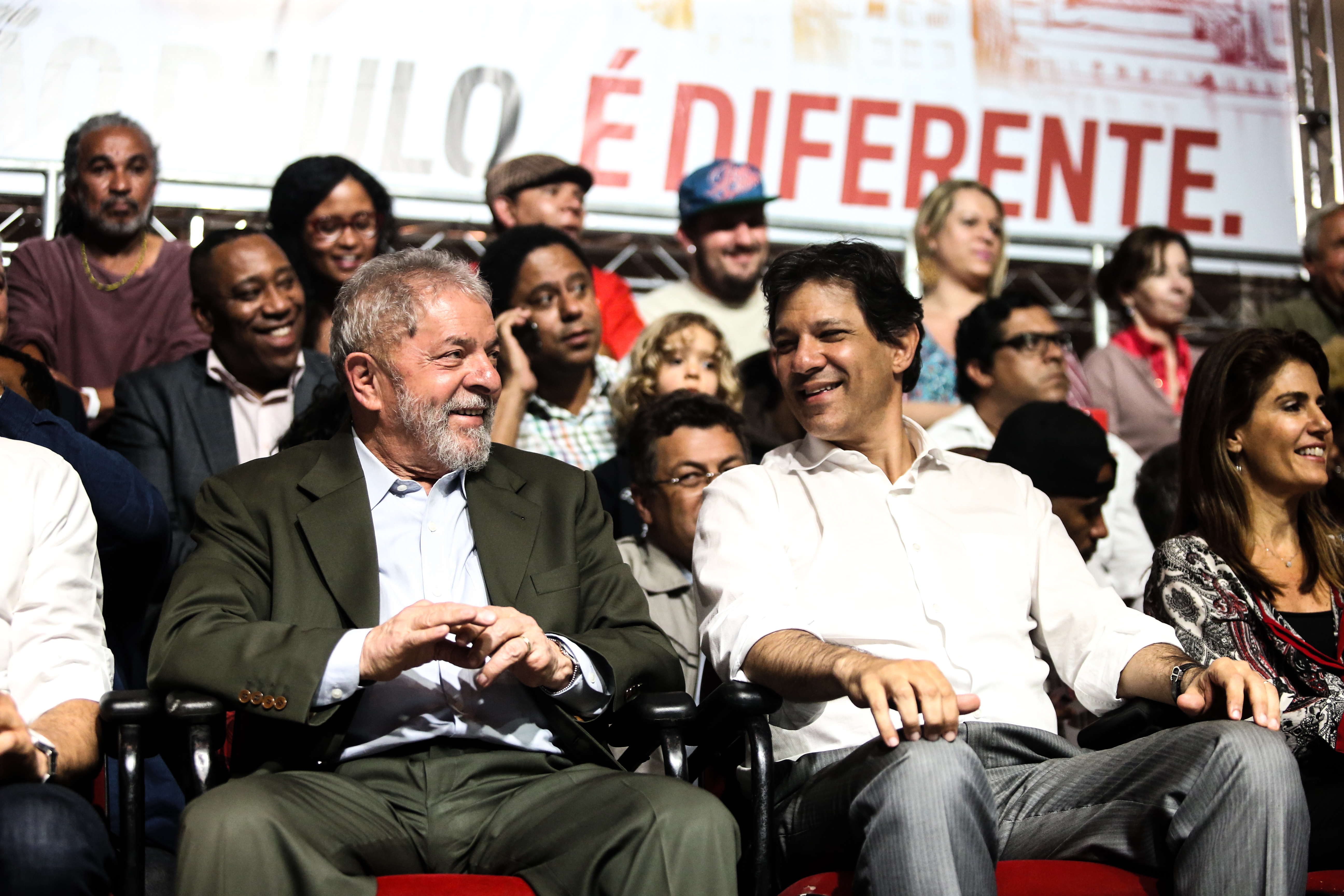
Fernando Haddad et Lula da Silva (2016).

Il est ministre de l'Éducation de 2005 à 2012, sous la présidence de Lula puis de Dilma Roussef. Il met en œuvre une politique de démocratisation des universités, dont l'accès était auparavant largement réservées aux classes aisées. L’attribution massive de bourses aux étudiants permet aux enfants des classes moyennes inférieures et, dans une moindre mesure, à ceux des classes très pauvres, d’entamer des études supérieures.
Son « plan de développement de l’éducation » se traduit en outre par une augmentation significative du budget, l’instauration d’un salaire minimum national pour les professeurs et l’élargissement de l’éducation préscolaire rendant l’école obligatoire dès quatre ans.

#### Maire de São Paulo
En 2012, soutenu par le Parti des travailleurs, il devient maire de São Paulo. Durant son mandat, il parvient à réduire la dette de la ville. Le 2 octobre 2016, il perd la mairie dès le premier tour en obtenant seulement 16,7 % des voix, contre 53,3 % pour le candidat de droite João Doria Júnior.

#### Élection présidentielle de 2018

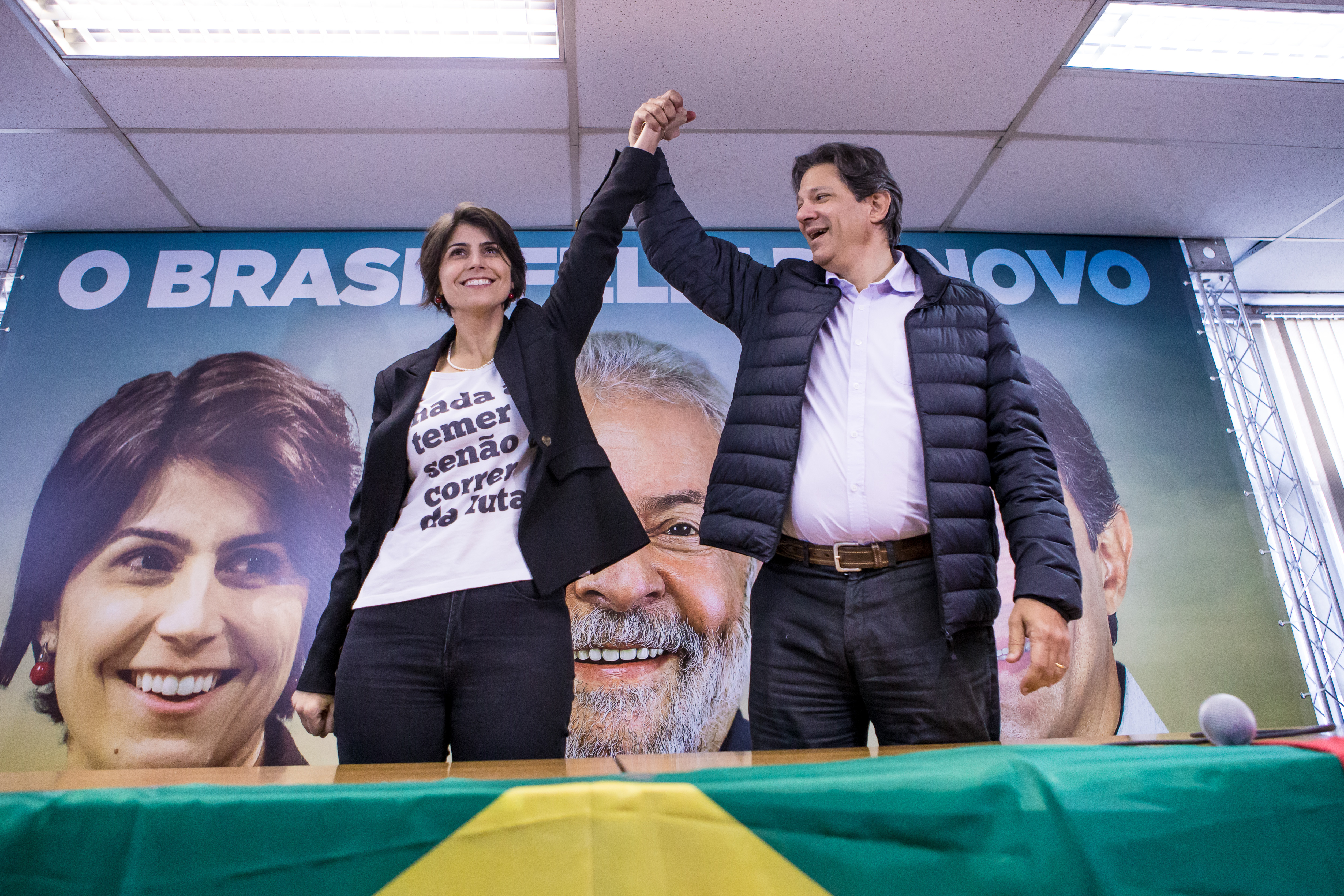
Fernando Haddad et Manuela d'Ávila en 2018.

En vue de l'élection présidentielle de 2018, son nom est régulièrement évoqué pour devenir candidat du Parti des travailleurs en cas d'inéligibilité de Lula, condamné pour corruption. Aux côtés de celui-ci, le 4 août 2018, il est désigné candidat à la vice-présidence de la République.
Le 11 septembre 2018, il est désigné candidat par le Parti des travailleurs, le Tribunal supérieur électoral ayant rejeté la candidature de Lula,. Selon le journal argentin La Nación, il est réputé orgueilleux et n’avait pas les faveurs initiales de l’ancien président. Avocat de formation, Fernando Haddad est vu comme un intellectuel mesuré, au style éloigné de l'ancien métallo qu'est Lula. Il est surnommé « Haddad tranquilao » (Haddad relax) en raison de sa constante sérénité. Il déclare que s'il était élu, il ne gracierait pas Lula, arguant que celui-ci, ne voulant pas faire l'objet de « faveurs », préfère prouver qu'il a été victime d'une erreur judiciaire devant les tribunaux et les forums internationaux. Manuela d'Ávila (Parti communiste du Brésil) devient sa colistière.
Durant la campagne, il souffre de la baisse de popularité du PT, d'un manque de charisme par rapport à Lula, dont il s’affiche comme le candidat de substitution, ainsi que d'un manque de notoriété dans les bastions traditionnels du PT, notamment la région du Nordeste,. S’il est confronté à l’hostilité de la majorité des médias brésiliens, il bénéficie du deuxième temps d’antenne le plus important, derrière Geraldo Alckmin, mais devant son principal concurrent, Jair Bolsonaro,,. Les églises évangéliques appuient pour beaucoup d'entre elles son adversaire et une vaste offensive de « fake news » est lancée contre le candidat du PT, accusé de vouloir introduire un « kit gay » à l'école, de fermer les églises et même de distribuer des biberons avec des tétines en forme de pénis aux enfants.
Le 7 octobre 2018, Bolsonaro arrive en tête du premier tour avec 46,03 % (49 millions de voix), contre 29,28 % (31 millions de voix) pour Haddad, qu'il affrontera au second tour le 28 octobre. Largement devancé par son adversaire auprès des classes moyennes et aisées, il obtient le soutien des classes les plus pauvres. Dans l’entre-deux tours, il cesse de rendre visite à Lula en prison et abandonne toute référence au PT afin de séduire l'électorat centriste. Mais face à son adversaire du Parti social-libéral, qui refuse de débattre avec lui lors d'un débat télévisé, il ne parvient pas à rallier le soutien de l’ensemble des candidats éliminés au premier tour,. Il recueille 44,87 % au second tour.

#### Élection gouvernorale de 2022 à São Paulo

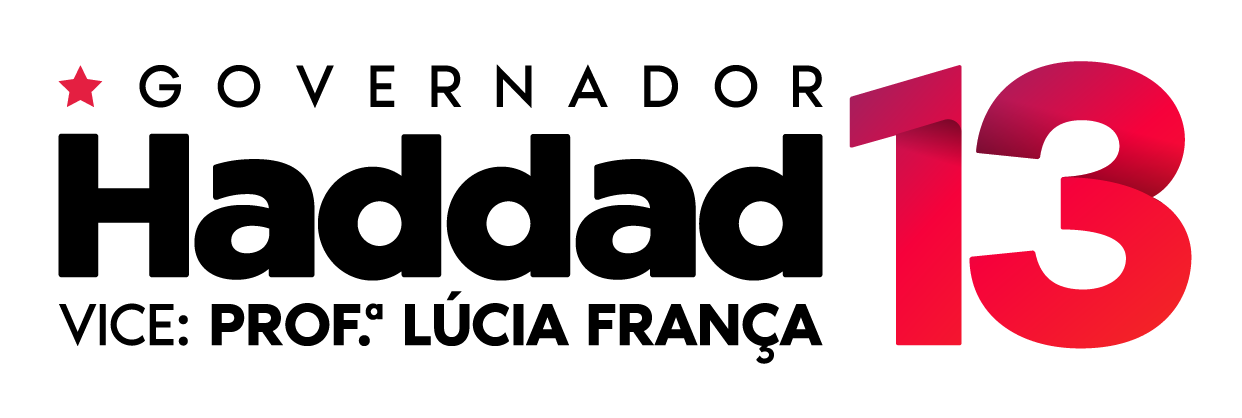
Logo officiel de la campagne de Fernando Haddad en 2022.

En juillet 2022, lors du même meeting qui a officialisé la candidature présidentielle de Lula, Haddad est officialisé comme candidat du PT au poste de gouverneur de São Paulo. Bénéficiant du soutien des anciens gouverneurs Geraldo Alckmin, son ancien rival, et Márcio França, candidat de la coalition présidentielle pour le Sénat, il lance la coalition "Ensemble pour São Paulo", composée de Brésil de l'espoir, de la Fédération PSOL REDE et du PSB. 
Sa colistière au poste de vice-gouverneur est Lúcia França (PSB), ancienne première dame de São Paulo. Au premier tour, Fernando Haddad obtient 8 336 805 voix contre 9 881 786 voix pour le bolsonariste Tarcísio de Freitas (Républicains). Au second tour, Tarcísio de Freitas est élu gouverneur de São Paulo, l'emportant avec 13 480 643 voix (55,27%) contre 10 909 371 de voix (44,73%) pour Fernando Haddad.

#### Ministre des Finances
Il est nommé en décembre 2022 ministre des Finances au sein du gouvernement Lula. Sa nomination rencontre les réticences des milieux d'affaires qui le jugent trop à gauche et auraient préféré une personnalité prônant la rigueur budgétaire, mais Lula souhaitait un homme de confiance pour cette fonction stratégique.
Quelques mois après son entrée en fonction, sa gestion du ministère est jugée crédible et efficace, parvenant à rassurer les marchés financiers. Après des mois de négociation avec le centrão,, il fait adopter en décembre 2023 une réforme fiscale d'ampleur. Celle-ci prévoit notamment de regrouper cinq taxes en une seule, et la TVA sera divisée en une taxe fédérale (locale) et une taxe d’État, une première depuis le retour de la démocratie au Brésil. La réforme était déjà souhaitée par les exécutifs précédents, y compris celui de Jair Bolsonaro, mais aucun n'avait réussi à la faire adopter, faute d'accord.
Lors du sommet du G20 de 2024, organisé au Brésil, il plaide pour la mise en place d’une imposition minimale des « super riches » à l’échelle internationale : « Nous avons atteint une situation insoutenable, dans laquelle les 1 % les plus riches possèdent 43 % des actifs financiers mondiaux et émettent la même quantité de carbone que les deux tiers les plus pauvres de l’humanité ».  Le projet n'est pas adopté, faute de consensus.

### Affaire judiciaire
Le 19 novembre 2018, le juge Leonardo Barreiros accepte une plainte du parquet datant de septembre 2018 pour des soupçons de corruption liés à sa campagne pour les élections municipales de 2012 : il est soupçonné d'avoir reçu 2,6 millions de réais (soit un million d'euros au taux de change de l'époque) de la part d'une entreprise du bâtiment, UTC Engenharia, qui aurait en retour espéré des faveurs dans l'obtention de marchés publics,. Son service de presse dénonce une accusation sans preuve, fondée sur la délation d'un cadre de l'entreprise ayant noué un accord de collaboration avec la justice pour obtenir une remise de peine.
En août 2019, pour ces irrégularités, il est condamné à quatre ans et six mois de prison en régime semi-ouvert. Le juge Francisco Carlos Inouye Shintate ne retient pas les chefs d'accusation d'association criminelle et de blanchiment d'argent mais indique qu’Haddad a procédé à la « falsification de documents à des fins électorales », avec « 258 faux relevés de dépenses ». Le prévenu fait appel de la décision.
L'affaire est classée sans suite en 2019.

### Vie privée
Il est marié à Ana Estela Haddad. Le couple a deux enfants.